# 亨利·哈利特·戴尔

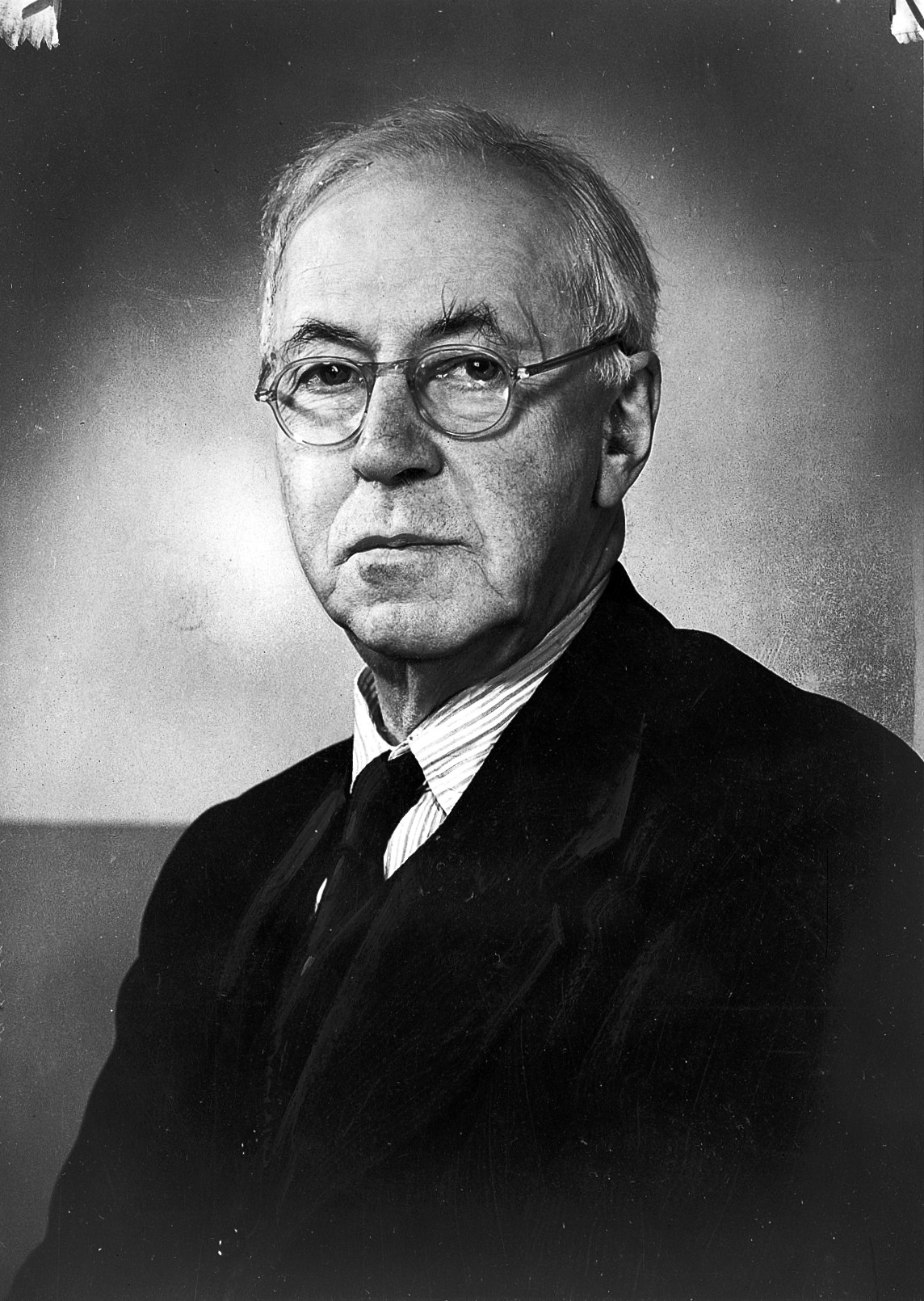
亨利·哈利特·戴尔

亨利·哈利特·戴尔爵士，OM，GBE，FRS（英語：Sir Henry Hallett Dale，1875年6月9日—1968年7月23日），英国神经科学家。他研究乙酰胆碱，发现神经冲动的化学传递，与奥托·勒维一起获得1936年的诺贝尔生理学或医学奖。

## 研究
在伦敦大学学院工作期间，他结识了Otto Loewi，并成为了朋友。戴尔于1914年成为伦敦国立医学研究所生物化学与药理学系主任。他于1942年成为皇家机构的富勒化学教授。二战期间，他担任内阁科学顾问。
尽管戴尔和他的同事在1914年首次将乙酰胆碱鉴定为一种可能的神经递质，但洛维显示了它在神经系统中的重要作用。两人分享了1936年诺贝尔医学奖。
在1940年代，戴尔被卷入了关于突触信号性质的科学辩论中。 Dale等人认为突触的信号是化学信号，而John Carew Eccles等人则认为突触是电信号。后来发现，大多数突触信号是化学的，但是有些突触是电信号。
戴尔还提出了根据神经元释放的神经递质区分神经元的方案。同一神经元可以释放大量神经递质的这一发现被称为“共存原理”。这种现象最受瑞典神经解剖学家和神经药理学家Tomas Hökfelt的欢迎 ，他被认为是“共存原理之父”。

## 个人生活
1904年，戴尔与表妹埃伦·哈里特·哈雷特结婚，育有二女一子。 他们的女儿之一艾莉森·萨拉·戴尔与亚历山大·R·托德结婚，后者也获得了诺贝尔奖，并于1940年至1945年担任皇家学会主席 。